# Campagne (Landes)
Campagne is een gemeente in het Franse departement Landes (regio Nouvelle-Aquitaine). De plaats maakt deel uit van het arrondissement Mont-de-Marsan. Campagne telde op 1 januari 2022 1.025 inwoners.

## Geografie
De oppervlakte van Campagne bedroeg op 1 januari 2022 33,91 vierkante kilometer; de bevolkingsdichtheid was toen 30,2 inwoners per km².

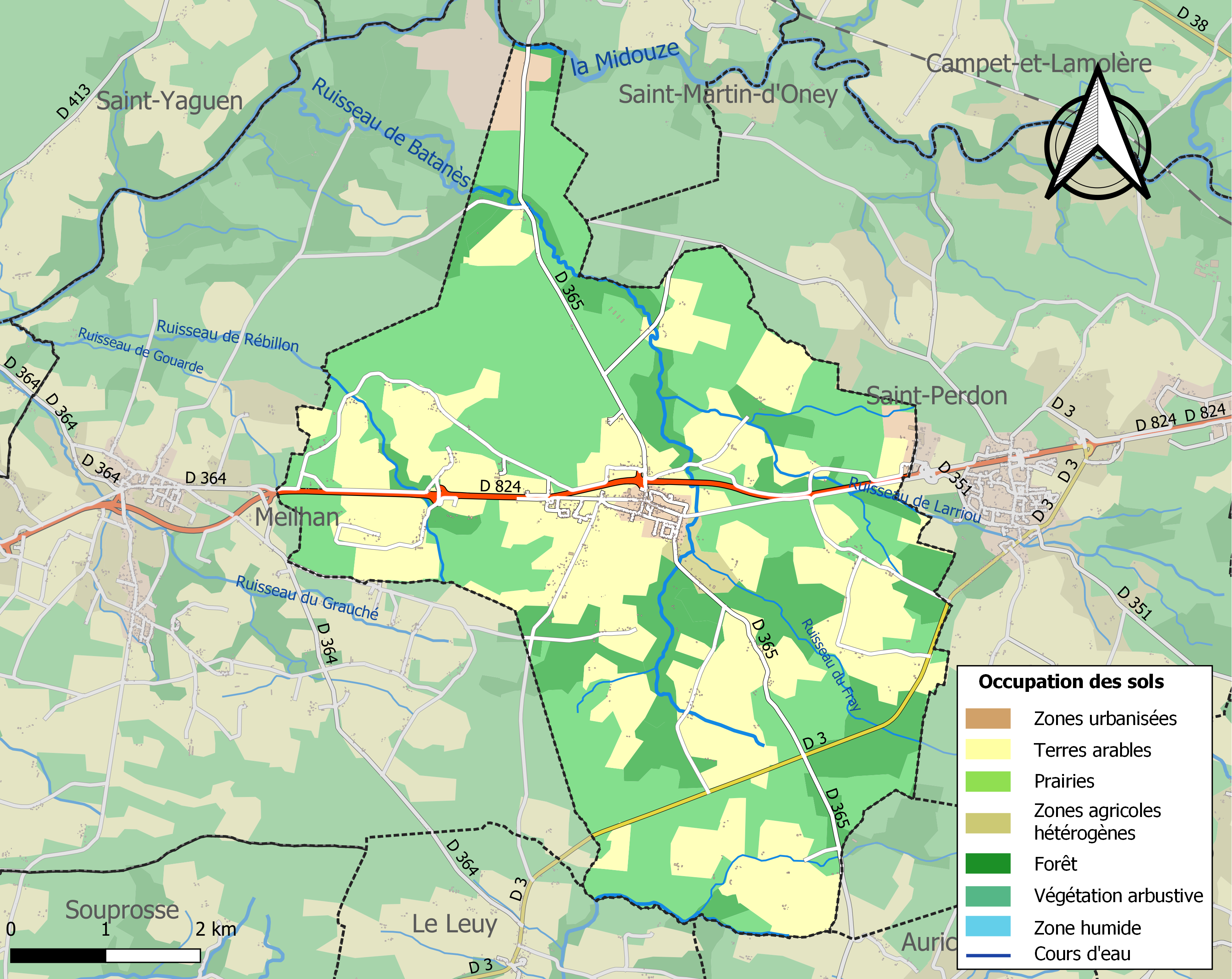
Kaart van de gemeente met de belangrijkste infrastructuur, bodemgebruik en omliggende gemeenten

## Demografie
Onderstaande figuur toont het verloop van het inwonertal (bron: INSEE-tellingen).